# Panchlora cahita
Panchlora cahita är en kackerlacksart som beskrevs av Morgan Hebard 1923. Panchlora cahita ingår i släktet Panchlora och familjen jättekackerlackor. Inga underarter finns listade i Catalogue of Life.